# George L. Kelling
George L. Kelling (* 21. August 1935 in Milwaukee; † 15. Mai 2019 in Hanover, New Hampshire) war ein US-amerikanischer Sozialarbeiter und Kriminologe. Zusammen mit James Q. Wilson entwickelte er die Broken-Windows-Theorie.
Kelling studierte Sozialarbeit und wurde in diesem Fach an der University of Wisconsin–Madison zum Ph.D. promoviert. Bevor er sich der Kriminalsoziologie zuwandte, arbeitete er als Bewährungshelfer. Kelling lehrte als Professor an der Northeastern Illinois University und der Rutgers University. 1982 veröffentlichte er zusammen mit Wilson den einflussreichen Artikel „Broken Windows. The police and neighborhood safety“ in der Zeitschrift The Atlantic Monthly.

## Schriften (Auswahl)
- Catherine M. Coles, George F. Kelling: Fixing broken windows. Restoring order and reducing crime in our communities. Martin Kessler, New York/London 1996, ISBN 0684824469.
- Policing in Milwaukee. A strategic history. Marquette University Press, Milwaukee 2015, ISBN 978-1-6260-0300-2.